# Hexhamshire
Hexhamshire – historyczne hrabstwo w Anglii Północnej, które istniało przez kilkaset lat zanim zostało włączone do hrabstwa Northumberland w 1572 roku.

## Hrabstwo
Na początku XII wieku Henryk I Beauclerc zdecydował się na osłabienie księży-biskupów Durham poprzez pozbawienie ich części królestwa. By to uczynić podniósł status Hexhamshire do hrabstwa, którego stolicą ustanowiono Hexham.
Hexhamshire pozostało hrabstwem do 1572 roku, kiedy włączono je do Northumberland na mocy ustawy wydanej przez parlament (Act of Parliament, 14 Eliz. 1 c. 13, An Act for the annexing of Hexhamshire to the Countye of Northumberland). Wówczas także region przeniesiono z biskupstwa Durham do biskupstwa Yorku, co się nie zmieniło do 1837 roku.

## Parafia
Współcześnie Hexhamshire to nazwa civil parish leżącej na południe od Hexham. Parafia zajmuje duży obszar o niskim zaludnieniu. Na jej terenie leżą wsie Dalton, Whitley Chapel, Broadwell House i Hexhamshire Common. Obecna civil parish powstała w 1955 roku poprzez połączenie parafii Hexhamshire High Quarter, Hexhamshire Middle Quarter oraz Hexhamshire West Quarter. Hexhamshire Low Quarter pozostało odrębną civil parish.
Istniejąca od 1955 roku civil parish Hexhamshire zlokalizowana jest w hrabstwie Northumberland, w Anglii. W 2011 roku civil parish liczyła 697 mieszkańców. Na terenie civil parish leżą Edge House, Rowley i Whitley Chapel.